# Diavol de mare

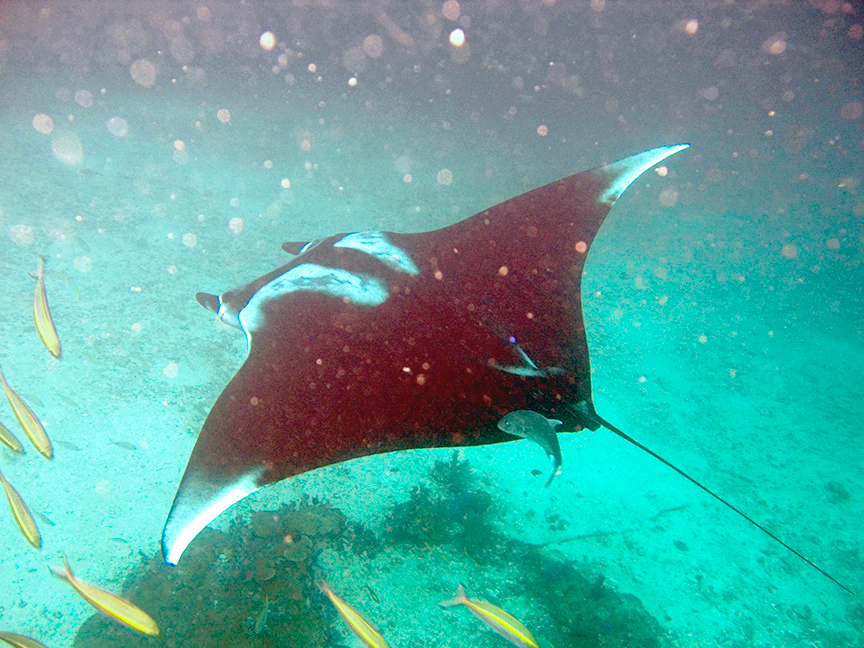
Manta ray în Hin Daeng, Thailanda

Diavolul de mare este un pește cartilaginos care aparține genului Manta.